# سیارک ۱۰۱۲۳
سیارک ۱۰۱۲۳ (به انگلیسی: 10123 Fideoja، نامگذاری:1993FJ16) ده هزار و صد و بیست و سومین سیارک کشف شده‌است که در ۱۷ مارس ۱۹۹۳ کشف شد.
قدر مطلق سیارک برابر ۲۳٫۴ است.